# Cryptotrema seftoni
Cryptotrema seftoni is een  straalvinnige vissensoort uit de familie van slijmvissen (Labrisomidae). De wetenschappelijke naam van de soort is voor het eerst geldig gepubliceerd in 1954 door Hubbs.
De soort staat op de Rode Lijst van de IUCN als Onzeker, beoordelingsjaar 2007.